# Rietbaan
De Rietbaan is een zijtak van de Noord in Zuid-Holland tussen Hendrik-Ido-Ambacht en het Natuureiland Sophiapolder. Aan de Rietbaan bevinden zich enkele scheepssloperijen. De Sophiaspoortunnel van de Betuweroute gaat onder de Rietbaan door. De Rietbaan heeft een zijtak, de Strooppot.
In 2008 heeft Rijkswaterstaat saneringswerkzaamheden uitgevoerd om verontreinigd slib van de bodem van de watergang te baggeren.